# 俄勒冈条约
俄勒冈条约（英語：Oregon Treaty）是英国和美国于1846年7月15日在华盛顿哥伦比亚特区签署的条约。该条约结束了长久以来美国和英属北美在如今美加边境西部的边境争议。

## 背景
1818年条约规定了英国和美国在明尼苏达到洛矶山之间以北纬49度为界，而洛矶山西部则为争议地区，美国称之为俄勒岡鄉域，英国称之为哈德逊湾公司的哥伦比亚地区。然而双方联合控制的状态随着时间的推移变得不稳定。美国总统詹姆斯·诺克斯·波尔克提议沿用1818年条约将北纬49度定为边界，但是时任英国首相拒绝了这一提议。美国扩张主义者叫嚣将北纬54度全部并入美国领土。但是1846年美墨战争消耗了美国大部份兵力，随后英美达成和约。

## 条约内容
条约规定胡安·德·富卡海峡的主水道为边境，但是条约并没有对主海道作明确的定义，这导致了后来1859年对圣胡安群岛主权的争议。其它内容包括：
- 北纬59度以南的水道导航仍然对两方开放。
- 哈德逊湾公司保留哥伦比亚河以北的财产，以南被美国占有的财产将得到补偿。
- 处于边界以南的哈德逊湾公司及英国的财产将得到尊重。[2]